# Badenahalli, Sira
Badenahalli là một làng thuộc tehsil Sira, huyện Tumkur, bang Karnataka, Ấn Độ.